# Oakley (Schotland)
Oakley is een dorp in Fife, Schotland. Het ligt direct naast het naburige dorp Comrie, op ongeveer 9 kilometer ten westen van Dunfermline. Het had in 2020 ongeveer 2.240 inwoners. 
Het dorp werd gebouwd in verband met de Forth of Oakley Ironworks (1846), dat nu verdwenen is, samen met de mijnindustrie. De ijzerfabriek, die vele jaren geleden stopte met de productie, had zes ovens met schoorstenen van 55 meter hoog, en de machinekamer was gebouwd met muren die 1,7 m3 aan steen ondergronds moesten tegenhouden. Na hun gebruik als ijzerfabriek werden de gebouwen gebruikt als zagerij waar ruw hout werd geproduceerd voor spoorbielzen, hekpalen en dergelijke. Comrie Colliery werd in 1986 gesloten en het kostte het dorp vele jaren om te herstellen van de ondergang van deze grote werkgever.
Door het dorp loopt de Carnock Burn en tussen de twee dorpen loopt de Blair Burn. Oakley ligt aan de A907, die de verbinding vormt tussen Stirling, Alloa, Clackmannan en Dunfermline.